# Melissodes pallidisignata
Melissodes pallidisignata es una especie de abeja del género Melissodes, tribu Eucerini, familia Apidae. Fue descrita científicamente por Cockerell en 1905.

## Descripción
Mide 12,7 milímetros de longitud.

## Distribución
Se distribuye por Estados Unidos y Canadá.